# Avílio Antônio Franco
Avílio Antônio Franco (Itapemirim, 12 de janeiro de 1945) é um pioneiro agrônomo brasileiro. Pesquisador da Embrapa de 1968 e 2004, Avílio teve papel fundamental na introdução do cultivo da soja no Brasil, junto de Johanna Döbereiner e no desenvolvimento de uma técnica de agricultura sustentável através da fixação de nitrogênio.
Em 2009, foi agraciado pela Ordem Nacional do Mérito Científico com a classe de Comendador.

## Biografia
Avílio nasceu em 1945 na cidade de Itapemirim, no Espírito Santo. Mudou-se para o Rio de Janeiro para cursar a faculdade de agronomia na Universidade Federal Rural do Rio de Janeiro (UFRRJ), onde se formou em 1967. Ingressou na Embrapa como pesquisador em 1968. Pela Universidade de Nova Gales do Sul, na Austrália, em 1974, obteve o mestrado em microbiologia e em 1981 obteve o doutorado em ciências do solo pela Universidade da Califórnia. Realizou estágio de pós-doutorado pela Universidade de Brisbane entre 2001 e 2002.
Suas áreas de atuação são em agronomia, com foco em microbiologia e fertilidade do solo, nutrição de plantas associada à fixação biológica do nitrogênio, uso de leguminosas arbóreas tropicais para recuperação de terras e em sistemas agroflorestais. Foi um dos membros da equipe que viabilizou a fixação biológica do nitrogênio na cultura da soja, que hoje figura como um dos principais cultivos do país. Foi gerente científico da Embrapa. Em 1976, organizou o primeiro curso intensivo sobre fixação biológica de nitrogênio no país, curso que, atualmente, é oferecido a cada dois anos.
Foi subsecretário do então Ministério da Ciência e Tecnologia (2004–2007). Entre 2007 e 2011, foi superintendente da área de finanças da Financiadora de Estudos e Projetos (FINEP). Tem mais de cem trabalhos publicados em revistas indexadas, seis livros e dezenas de capítulos de livros.
De 1974 a 2012 foi professor do curso de agronomia da Universidade Federal Rural do Rio de Janeiro sendo, atualmente, professor da pós-graduação. É presidente do conselho administrativo do Instituto de Desenvolvimento Sustentável Mamirauá.